# Frank Affolter
Frank Affolter (* 14. November 1957 in Amsterdam) ist ein niederländischer Pianist und Komponist.

## Leben und Wirken
Seine Karriere ist eng mit der seiner älteren Schwester Heddy Lester verknüpft. 1977 schrieb er den Titel De mallemolen, mit der sie beim Eurovision Song Contest die Niederlande vertrat und den zwölften Platz erreichte. In Zusammenarbeit mit dem Textschreiber Wim Hogenkamp entstanden in den folgenden Jahren eine Reihe von Soloprogrammen für Lester.
Mitte der 1980er Jahre gelang Affolter mit der Single The Way To Love / Het is nog niet te laat als Solokünstler ein kleiner Hit in seinem Heimatland. Zudem spielte er den Titelsong der niederländischen Fassung der Disneyserie DuckTales ein.
Ab Ende der 1990er Jahre entstanden aus seiner Feder die Musicalproduktionen Alleen Op De Wereld und Merlijn. Am 4. Mai 2007 feierte er die Uraufführung mit der Produktion des Stücks 10 Duizend zakdoeken, einer Hommage an seine Eltern, die beide während des Zweiten Weltkriegs das Konzentrationslager überlebt hatten.